# Estadio Nacional del Perú
El Estadio Nacional del Perú, denominado popularmente como Estadio José Díaz, o simplemente Estadio Nacional, es un estadio multiusos ubicado en la urbanización Santa Beatriz, en el distrito de Lima, ciudad homónima, capital del Perú, a una altitud de 135 m s. n. m.
Tiene una capacidad de aforo para 43 781 espectadores (40 272 en sus cuatro tribunas y 3509 en los palcos-suites). Es denominado también "El Coloso de José Díaz" por la prensa deportiva, debido a la calle colindante que lleva el nombre de aquel militar, quien perteneció al Ejército de los Andes.
Es el recinto deportivo en el cual juega de local la Selección Peruana de Fútbol. Asimismo, albergó las ceremonias de inauguración y clausura de los Juegos Panamericanos Lima 2019 y la ceremonia de inauguración de los Juegos Parapanamericanos Lima 2019.
Es el estadio donde se han jugado más partidos de Copa Libertadores en Perú y es el tercero en Sudamérica. También ha sido sede de otros eventos no deportivos como conciertos, los cuales destacan The Cure, Metallica, Depeche Mode, Red Hot Chili Peppers, entre otros.

## Historia

### Antiguo Estadio Nacional

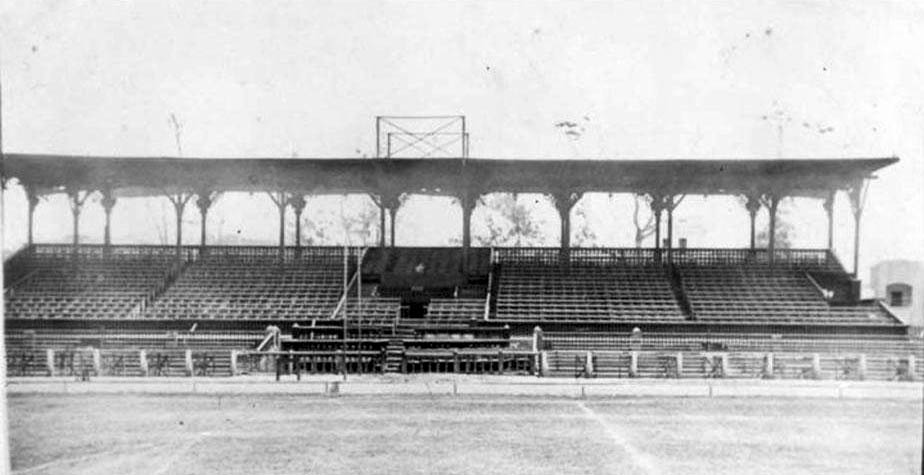
Tribuna del «Estadio Inglés» de Lima, Perú.

En el terreno ubicado en la urbanización Santa Beatriz, en el distrito de Lima, colindante al paseo de la República y a lo que es actualmente el Parque de la Reserva, existía desde 1897 un estadio con tribunas de madera que fue obsequiado al Perú por el gobierno británico. Este pequeño estadio, en ocasiones llamado Stadium Nacional, fue testigo de los inicios del fútbol en el país. También fue objeto de algunas ampliaciones que, sin embargo, no eran suficientes para el número de aficionados que se acercaban semanalmente a dicho escenario.

### Construcción

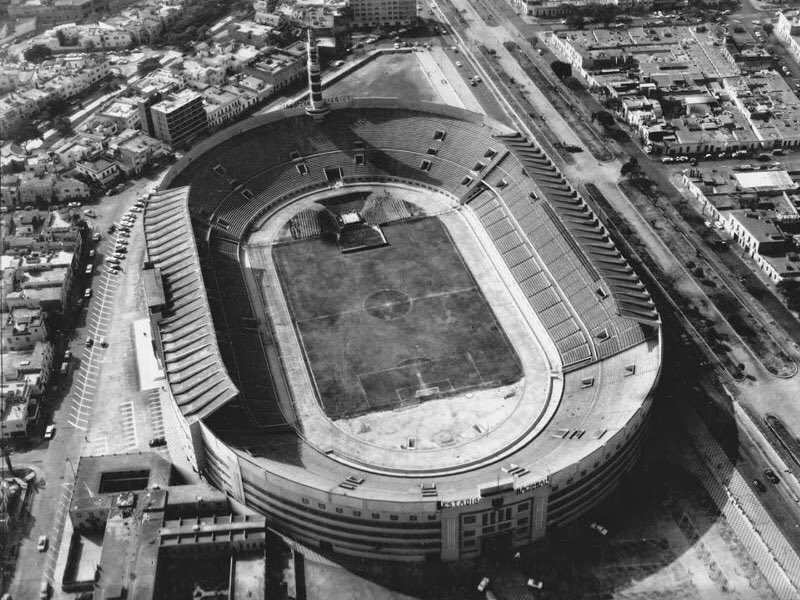
Panorama del estadio en épocas de inauguración.

En 1951, el presidente de la Sociedad de Beneficencia de Lima, Miguel Dasso alentó la construcción de un nuevo estadio que reemplace al pequeño "Nacional". Por entonces, Perú gozaba de una "fiebre" de construcciones monumentales impulsada por su presidente, el general Manuel A. Odría. Se proyectó que el nuevo estadio tuviera una capacidad de 53 000 espectadores y sería íntegramente de cemento. La construcción fue apoyada por el Estado y tuvo tan buen ritmo que el 27 de octubre de 1952 fue inaugurada por el presidente Odría. Para la inauguración se invitó a la selección de Bolivia, con resultado a favor de los bolivianos por 1 gol contra 0. Las viejas tribunas de madera con las que contaba el antiguo estadio fueron a parar al Estadio Lolo Fernández de Universitario de Deportes, donde fueron utilizadas hasta el año 2000.
Las dos tribunas populares (norte y sur) albergaban un aproximado de 16 000 espectadores cada una y las tribunas preferenciales (oriente y occidente) contaban con tres bandejas (alta, baja e intermedia). La estructura principal del estadio se mantiene hasta la actualidad y tiene como elemento distintivo una torre en la tribuna norte. Dicha torre fue dejada en desuso hasta 2004, cuando fue remozada para la Copa América.
Asimismo, considerando el tamaño del coloso, también se construyeron dentro de sus instalaciones facilidades para la práctica de otros deportes como boxeo, natación y atletismo, así como también oficinas administrativas para el Instituto Peruano del Deporte y las demás federaciones deportivas.

### Récord de asistencia
La ocasión en que más personas ingresaron a este coloso a presenciar un partido de fútbol fue en 1959, cuando Perú enfrentó a su similar de Inglaterra. El partido finalizado 4-1 a favor del cuadro local y la asistencia fue de 50 306 espectadores.

### Tragedia de 1964
El 24 de mayo de 1964, se enfrentaban Perú y Argentina en la final clasificatoria para las Olimpiadas de Tokio. Aquel día se jugó en un Estadio Nacional repleto, con una asistencia oficial de 47 197 espectadores. El seleccionado de Argentina ganaba uno a cero; cuando faltaban seis minutos para el final del partido, Perú marcó el empate a uno. Sin embargo el árbitro uruguayo, el señor Ángel Eduardo Pazos, anuló el gol del empate. La decisión provocó un estallido de rabia, y varios aficionados saltaron al campo para agredir al árbitro. Los policías soltaron a los perros, que se abalanzaron sobre los seguidores locales. Todo ello provocó la muerte de 328 personas, mientras que otras 500 resultaron heridas.
A raíz de este incidente, se tuvo que reducir la capacidad del Estadio Nacional de 53 000 a 45 000 espectadores. La ausencia de un adecuado sistema de evacuación y un sistema de emergencia acorde con la capacidad humana del estadio en aquellos años ocasionó estas dolorosas pérdidas.

### Años recientes

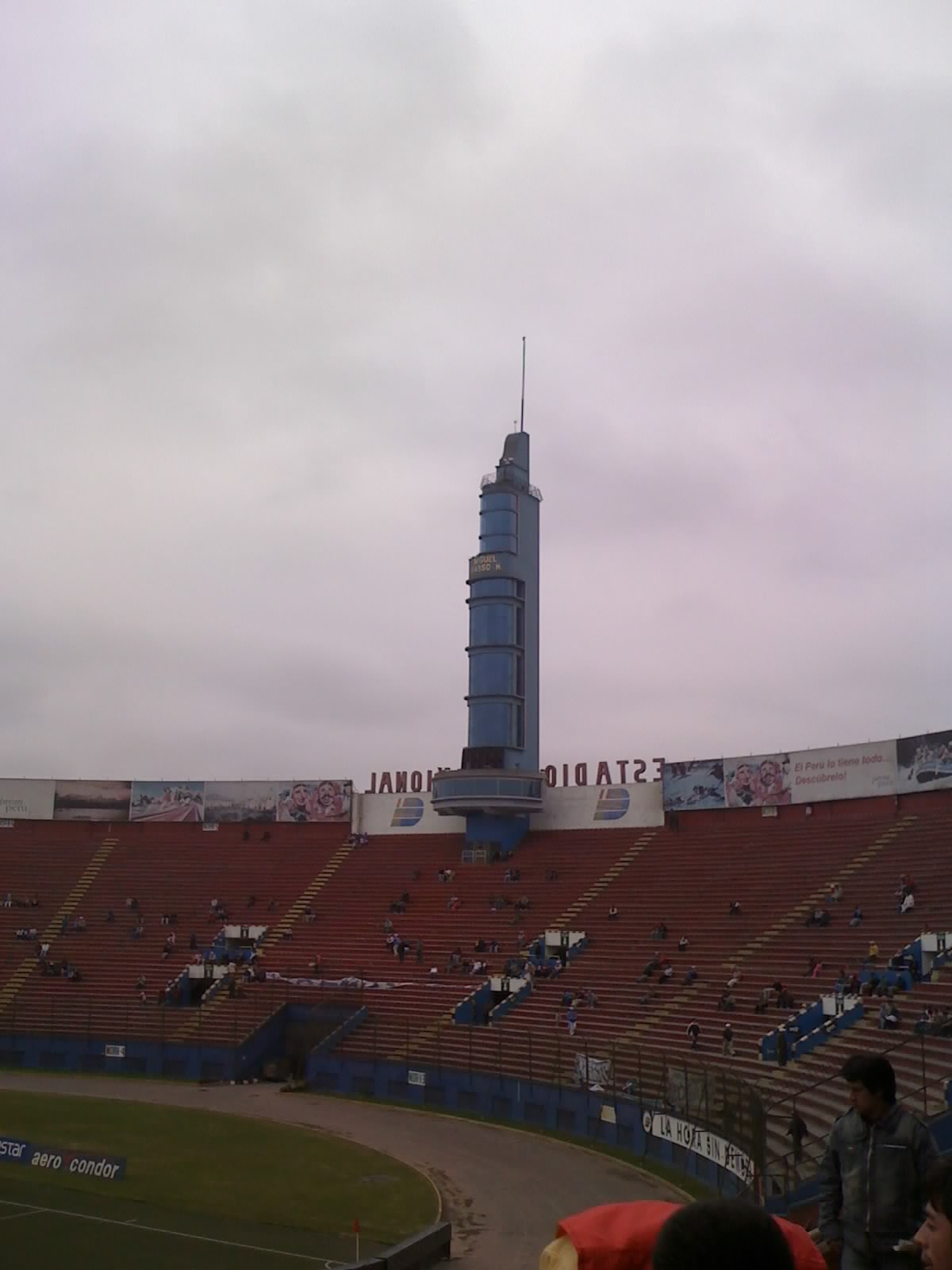
Antigua vista de la tribuna norte y la torre Miguel Dasso.

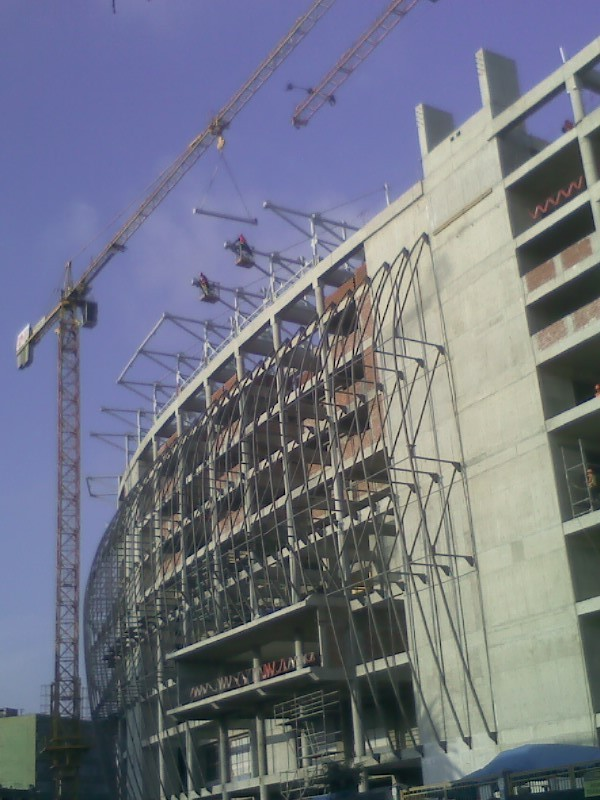
Noviembre de 2010: Remodelación exterior de la tribuna de occidente.

Además de la torre ubicada en la tribuna norte, otro elemento característico del Estadio Nacional es que lleva esculpido en su fachada los nombres de destacados deportistas peruanos que fueron condecorados con los "laureles deportivos", galardón entregado por el gobierno a todas aquellas personas que, en competencias internacionales, obtuvieron logros importantes para el deporte peruano.
En su gramado, como pocos estadios, han jugado equipos de todas partes del mundo (desde el Real Madrid hasta la selección de Bielorrusia) y los jugadores más destacados por la afición (Pelé, Diego Armando Maradona, etc). Hasta mediados de los años 1990, el Nacional era sede de la gran cantidad de partidos del Torneo Descentralizado en los tradicionales tripletes; sin embargo, con la construcción de nuevos estadios en la capital pasó a albergar a solo los partidos más importantes.
El 2 de abril del 2000, se produjo un trágico incidente durante un partido del Campeonato Descentralizado de ese año, entre Universitario y Unión Minas Volcán, en el cual, mientras se produjo la apertura del marcador de ese partido, a los 12 minutos de iniciar el cotejo, por parte del jugador argentino Carlos Yaque, a favor del conjunto limeño, se produjo el lanzamiento de una bengala, que impactó contra un joven de 17 años de edad con síndrome de Down, llamado José Mayra Torres, alias "Pepito", ante la presencia de su madre (quien se desempeñaba como encargada de limpieza del recinto en donde se jugó el encuentro), llegando hacia uno de los ojos, provocándole de inmediato su deceso. Por lo anterior, el partido fue suspendido, reanudándose tres días después (sin público en sus tribunas por lo ocurrido), con triunfo para los locales, por 2-0 (el gol remanente lo marcó el brasileño Eduardo Esidio, a los 9 minutos del segundo tiempo). El autor material del incidente pirotécnico, resultó ser un alférez en retiro de la Marina de Guerra, llamado Sergio Encinas Medina, quien más tarde fue sentenciado a tres años de prisión (jamás cumplida). 
El 27 de agosto de 2005, se inauguró un gramado artificial que se instaló con ocasión del Campeonato Mundial Sub-17 que se llevó a cabo en el Perú.
El 31 de octubre de 2008, se inauguró la llamada «Alameda del Deporte» que une a dos de los estadios más emblemáticos de la ciudad: el Estadio Alejandro Villanueva y el Estadio Nacional. La alameda busca promover el deporte, como también impulsar el desarrollo urbano de la zona, avanzar en el plano económico y aumentar la comercialización en el distrito victoriano. La obra comenzó a llevarse a cabo el 13 de mayo de 2007 con una inversión aproximada de un millón cincuenta mil nuevos soles, cuyo financiamiento corrió por parte del Ministerio de Vivienda y la Municipalidad de La Victoria, las cuales aportaron setecientos cincuenta y trescientos mil soles respectivamente. La modificación comprendió ocho cuadras: desde la «Vía Expresa» del paseo de la República, ubicación del Estadio Nacional; hasta el jirón Mendoza Merino, donde se encuentra el Estadio Alejandro Villanueva.

### Remodelación

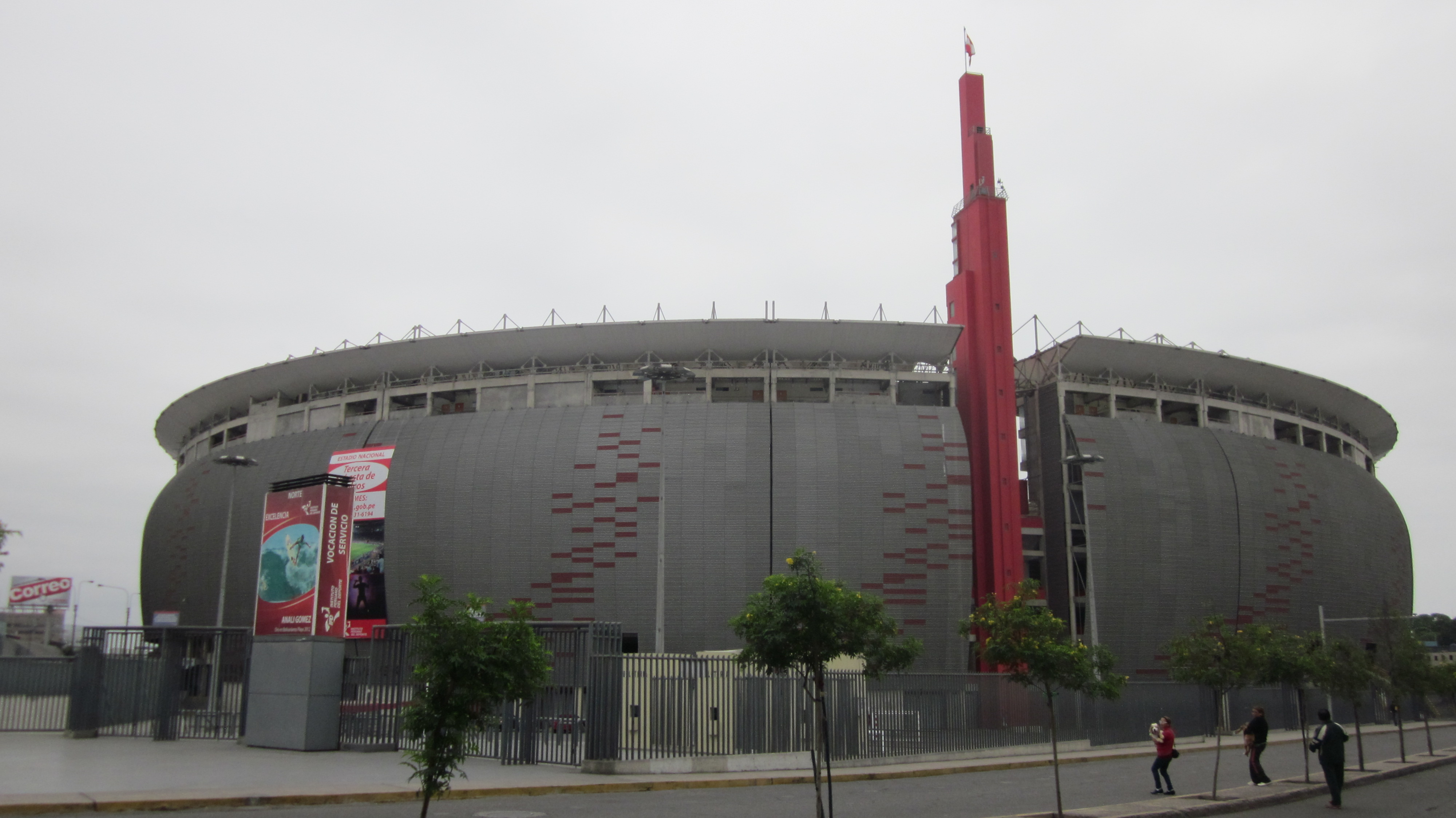
Vista exterior del Estadio Nacional remodelado.Vista interior del Estadio Nacional remodelado.

El Instituto Peruano del Deporte (IPD) y Universidad Nacional de Ingeniería (UNI) firmaron un acuerdo para remodelar y ampliar el estadio, renovar la pista atlética y remodelar las oficinas del estadio. Esta remodelación empezó con un presupuesto inicial de 29 millones de soles pero finalizado el proyecto el costo total fue de aproximadamente 206 millones de soles, casi un 700% más de lo que fue presupuestado y con una duración de más de dos años.
La nueva estructura que luciría el Estadio Nacional fue presentada por el presidente del Instituto Peruano del Deporte (IPD), Arturo Woodman, ante la Asamblea de la Organización de Deporte Panamericano (ODEPA).
Según Arturo Woodman, el estadio cuenta con un moderno sistema de sonido tal como lo tienen los más importantes estadios del mundo, así mismo cuenta con un sistema tecnológico basado en equipos de última generación, donde los aficionados pueden comprar sus entradas en línea. Otra de las ventajas de esta gran implementación es que permitirá desde una sola administración dar salida a las transmisiones internacionales dando un ingreso considerable a las arcas del IPD y evitando las fugas por tercerizaciones de este servicio. Por otro lado se propuso a Gastón Acurio instalar uno de sus famosos restaurantes "La Mar" en la parte sur del estadio.
El Estadio Nacional fue reinaugurado el 24 de julio de 2011, con un partido amistoso entre las selecciones sub-20 de Perú y España, el cual terminó empatado 0-0. Estuvo presente en la ceremonia el presidente Alan García Pérez, bajo cuyo mandato se aprobó el proyecto para modernizar el recinto. Asimismo hicieron acto de presencia los jugadores de la Selección Peruana de fútbol (principal) que arribaban desde Argentina después de haber obtenido el 3.º puesto en la Copa América de ese mismo año. Y de manera oficial en un partido internacional válido por la Copa Sudamericana en noviembre del 2011.
El Estadio Nacional fue sede de las ceremonias de Apertura y Clausura de los Juegos Panamericanos Lima 2019 y Parapanamericanos Lima 2019.
En 2025, el Instituto Peruano del Deporte anunció que la capacidad del estadio se incrementaría a 50 000 personas.

## Transporte
| Servicio      | Servicio        | Estación                  | Distancia al estadio |
| ------------- | --------------- | ------------------------- | -------------------- |
| Metropolitano | Regular         | Estación Estadio Nacional | 50 m.                |
| Metropolitano | Expreso         | Estación Estadio Nacional | 50 m.                |
| Corredor Azul | 301 303 305 306 | Av. Arequipa              | 100 m.               |

## Eventos

### Copa América
El Estadio Nacional del Perú albergó 7 partidos de dicha competición continental, entre los días 6 y 25 de julio: cuatro en la Primera ronda, dos en la Semifinal y por último la Final.

#### Primera ronda
| 6 de julio de 2004 | Colombia   | 1:0 (1:0) | Venezuela | Estadio Nacional, Lima                                              |                                                                     |
|                    | Moreno 21' |           |           | Asistencia: 45 000 espectadores Árbitro(s): Márcio Rezende (Brasil) | Asistencia: 45 000 espectadores Árbitro(s): Márcio Rezende (Brasil) |

| 6 de julio de 2004 | Perú                       | 2:2 (0:1) | Bolivia                  | Estadio Nacional, Lima                                                  |                                                                         |
|                    | Pizarro 68' · Palacios 86' |           | 36' Botero · 57' Álvarez | Asistencia: 45 000 espectadores Árbitro(s): Héctor Baldassi (Argentina) | Asistencia: 45 000 espectadores Árbitro(s): Héctor Baldassi (Argentina) |

| 9 de julio de 2004 | Colombia  | 1:0 (0:0) | Bolivia | Estadio Nacional, Lima                                            |                                                                   |
|                    | Perea 90' |           |         | Asistencia: 35 000 espectadores Árbitro(s): Pedro Ramos (Ecuador) | Asistencia: 35 000 espectadores Árbitro(s): Pedro Ramos (Ecuador) |

| 9 de julio de 2004 | Perú                                   | 3:1 (1:0) | Venezuela     | Estadio Nacional, Lima                                           |                                                                  |
|                    | Farfán 34' · Solano 62' · Acasiete 72' |           | 74' Margiotta | Asistencia: 43 000 espectadores Árbitro(s): Rubén Selman (Chile) | Asistencia: 43 000 espectadores Árbitro(s): Rubén Selman (Chile) |

#### Semifinales
| 20 de julio de 2004 | Argentina                               | 3:0 (1:0) | Colombia | Estadio Nacional, Lima                                              |                                                                     |
|                     | Tévez 23' · L. González 51' · Sorín 80' |           |          | Asistencia: 42 000 espectadores Árbitro(s): Gilberto Hidalgo (Perú) | Asistencia: 42 000 espectadores Árbitro(s): Gilberto Hidalgo (Perú) |

| 21 de julio de 2004 | Brasil                                          | 1:1 (0:1) (5:3 p.)         | Uruguay                         | Estadio Nacional, Lima                                                       |                                                                              |
|                     | Adriano 46'                                     |                            | 22' Sosa                        | Asistencia: 40 000 espectadores Árbitro(s): Marco Antonio Rodríguez (México) | Asistencia: 40 000 espectadores Árbitro(s): Marco Antonio Rodríguez (México) |
|                     |                                                 | Tiros desde el punto penal |                                 |                                                                              |                                                                              |
|                     | Luisão · Luís Fabiano · Adriano · Renato · Alex |                            | Silva · Viera · Pouso · Sánchez |                                                                              |                                                                              |

#### Final
| 25 de julio de 2004 | Argentina                                   | 2:2 (1:1) (2:4 p.)         | Brasil                       | Estadio Nacional, Lima                                                 |                                                                        |
|                     | K. González 21' (pen.) · C. Delgado 87'     |                            | 45' Luisão · 90+3' Adriano   | Asistencia: 49 000 espectadores Árbitro(s): Carlos Amarilla (Paraguay) | Asistencia: 49 000 espectadores Árbitro(s): Carlos Amarilla (Paraguay) |
|                     |                                             | Tiros desde el punto penal |                              |                                                                        |                                                                        |
|                     | D'Alessandro · Heinze · K. González · Sorín |                            | Adriano · Edú · Diego · Juan |                                                                        |                                                                        |

### Copa Mundial de Fútbol Sub-17
El Estadio Nacional del Perú albergó siete partidos de dicha competición mundial, entre los días 16 de septiembre y 2 de octubre: cuatro en la Primera fase, en la disputa por el tercer lugar y en la final.

#### Primera fase
| 16 de septiembre de 2005, 14:15 | Uruguay | 0:2 (0:0) | México                  | Estadio Nacional, Lima                                             |                                                                    |
|                                 |         |           | 47' Vela · 54' Villaluz | Asistencia: 8000 espectadores Árbitro(s): Alain Hamer (Luxemburgo) | Asistencia: 8000 espectadores Árbitro(s): Alain Hamer (Luxemburgo) |

| 16 de septiembre de 2005, 17:00 | Turquía   | 1:0 (0:0) | Australia | Estadio Nacional, Lima                                                   |                                                                          |
|                                 | Sahin 84' |           |           | Asistencia: 14 200 espectadores Árbitro(s): Kevin Stott (Estados Unidos) | Asistencia: 14 200 espectadores Árbitro(s): Kevin Stott (Estados Unidos) |

| 19 de septiembre de 2005, 15:30 | México                     | 3:0 (2:0) | Australia | Estadio Nacional, Lima                                                 |                                                                        |
|                                 | Esparza 20' · Vela 43' 79' |           |           | Asistencia: 6000 espectadores Árbitro(s): Horacio Elizondo (Argentina) | Asistencia: 6000 espectadores Árbitro(s): Horacio Elizondo (Argentina) |

| 19 de septiembre de 2005, 18:15 | Uruguay                          | 2:3 (1:1) | Turquía                               | Estadio Nacional, Lima                                         |                                                                |
|                                 | Duruer 28' (a.g.) · Figueroa 78' |           | 12' Deniz · 80' Özgürcan · 84' Tevfik | Asistencia: 4000 espectadores Árbitro(s): Mourad Daami (Túnez) | Asistencia: 4000 espectadores Árbitro(s): Mourad Daami (Túnez) |

| 23 de septiembre de 2005, 18:15 | Gambia | 0:2 (0:1) | Países Bajos                 | Estadio Nacional, Lima                                                |                                                                       |
|                                 |        |           | 33' Goossens · 72' Marcellis | Asistencia: 17 000 espectadores Árbitro(s): Jorge Larrionda (Uruguay) | Asistencia: 17 000 espectadores Árbitro(s): Jorge Larrionda (Uruguay) |

#### Tercer lugar
| 2 de octubre de 2005, 15:00 | Países Bajos     | 2:1 (1:0) | Turquía   | Estadio Nacional, Lima                                                |                                                                       |
|                             | Goossens 13' 88' |           | 90' Şahin | Asistencia: 35 000 espectadores Árbitro(s): Jorge Larrionda (Uruguay) | Asistencia: 35 000 espectadores Árbitro(s): Jorge Larrionda (Uruguay) |

#### Final
| 2 de octubre de 2005, 18:00 | México                              | 3:0 (2:0) | Brasil | Estadio Nacional, Lima                                                   |                                                                          |
|                             | Vela 31' · Esparza 33' · Guzmán 86' |           |        | Asistencia: 40 000 espectadores Árbitro(s): Frank de Bleeckere (Bélgica) | Asistencia: 40 000 espectadores Árbitro(s): Frank de Bleeckere (Bélgica) |

### Conciertos y eventos de lucha libre

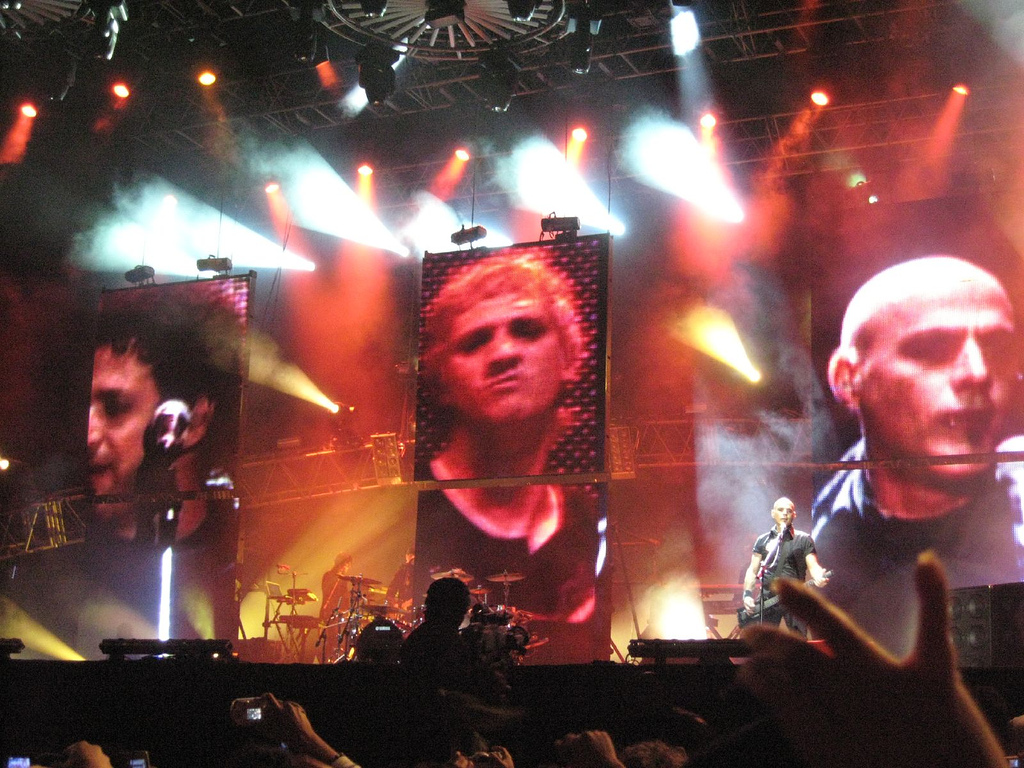
Soda Stereo en 2007

Debido a su gran capacidad, el Estadio Nacional es un escenario recurrente para los grandes eventos musicales que se realizan en Lima. Junto al Estadio de la Universidad Nacional Mayor de San Marcos, es uno de los centros recurrentes de la escena musical mundial.
Entre los artistas internacionales que han realizado presentaciones en el Nacional se destacan: Sam Smith, Ed Sheeran, Justin Bieber, Elton John, Bruno Mars, Paul McCartney, Grupo 5, Harry Styles, Coldplay, Luis Miguel, Julio Iglesias, Bad Bunny, Maroon 5, Los Cafres, Hombres G, Phil Collins, The Killers, High School Musical: El concierto, Carlos Santana, One Direction, Cyndi Lauper, Slipknot, Aerosmith, Korn, Linkin Park, Deep Purple,  Bon Jovi, Whitesnake, Kiss, Boy George, Charly García, Red Hot Chili Peppers, Soda Stereo, Demi Lovato, R.E.M, Iron Maiden, Chayanne, Romeo Santos, Oasis, Jonas Brothers, Alejandro Sanz, Vilma Palma e Vampiros, Shakira, Juan Luis Guerra,, Don Tetto,, Hoobastank, The Cure, Roxette, RBD, INXS, Soundgarden, Incubus, Metallica, Joey Montana, Daddy Yankee, Los Auténticos Decadentes, Sonora Ponceña, Rata Blanca, Marc Anthony, Alan Walker, Flying Lotus, Teen Top, André Rieu, Vanilla Ice, Juan Magan, Las Chicas del Can, Molotov (banda), Enrique Iglesias, J Balvin, Grupo Niche, Río, Mago de Oz, The B-52's, Héroes del Silencio, Los Prisioneros, New York Dolls, Andrés Calamaro, Mundaka, Gondwana, Alexander Abreu, Franz Ferdinand, Pitbull, Prince Royce, Rubén Blades, Maná, Limp Bizkit, Duncan Dhu, Travis, Evanescence, WWE, The Rasmus, Mägo de Oz, La Ley, El Gran Combo, PXNDX, P.O.D, Havana D'Primera, Los Fabulosos Cadillacs, Juan Gabriel, Depeche Mode, Radiohead, Menudo, Camila Cabello.
Entre otros, Soda Stereo posee el récord de mayor asistencia con Me Verás Volver 2007, 2 conciertos a los que asistieron más de 120 000 personas.
| Lista de conciertos y eventos de lucha libre |
| --- |
| - Julio Iglesias, 1980 - Menudo, 1981 - Hombres G, 1987. - Charly García, 1987. - Las Chicas del Can, 1990. - Phil Collins, 1995. - Carlos Santana, 1995. - Yolo Aventuras "Gira 1995", 27 28 y el 29 de diciembre de 1995 - High School Musical: El concierto, 23 de mayo del 2007 - Soda Stereo - "Me Verás Volver Tour", 8 y el 9 de diciembre de 2007 - Travis y R.E.M. – Lima Hot Festival "Accelerate Tour", 14 de noviembre de 2008 - Deep Purple - "Rapture of the Deep World Tour", 2008 - Whitesnake, 2008 - Marc Anthony, 2008 - Cyndi Lauper - "Bring Ya To The Brink World Tour", 2008 - Boy George, 2008 - Los Fabulosos Cadillacs - "Satánico Pop Tour", 29 de noviembre de 2008. - RBD - "Gira del Adiós", 13 de diciembre de 2008 - WWE Summerslam Tour, 2008 - WWE Road to Wrestlemania 25 tour, 2009 - Iron Maiden - "Somewhere Back In Time World Tour", 26 de marzo de 2009 - New York Dolls y The B-52's, 2009 - Kiss - "Kiss Alive/35 World Tour", 14 de abril de 2009 - Oasis - "Dig Out Your Soul Tour", 30 de abril de 2009 - Jonas Brothers y Demi Lovato - "Jonas Brothers World Tour", 18-19 de mayo de 2009. - Red Hot Chili Peppers - "I'm with You World Tour", 2011. - Justin Bieber - "My World Tour", 17 de octubre de 2011. - Elton John, 1 de febrero de 2012. - Juan Gabriel, 2012 - Marc Anthony y Chayanne, 2012 - Roxette - "Charm School - The World Tour", 2012 - Evanescence - "'Evanescence' Album Tour", 25 de octubre de 2012. - Alejandro Sanz - "La Música No Se Toca Tour", 26 de febrero de 2013 - The Killers - "Battle Born World Tour", 4 de abril de 2013 - The Cure - "LatAm Tour", 17 de abril de 2013 - Soundgarden - Superunknown 20, 25 de marzo de 2014 - Metallica - "Metallica by Request", 20 de marzo de 2014 - Paul McCartney - "Out There! Tour", 25 de abril de 2014 - One Direction - "Where We Are Tour", 27 de abril de 2014 - Teen Top, 20 de agosto de 2014 - Juan Luis Guerra y Marc Anthony - "Gigante2", 15 de octubre de 2014 - Río 30 años , 28 de febrero de 2015 - Romeo Santos, 23 de abril de 2015 - Vilma Palma e Vampiros, Los Auténticos Decadentes, Don Tetto, La Ley, PXNDX, Molotov, Mago de Oz, P.O.D, - Vivo x el Rock V, 23 de mayo de 2015 - André Rieu, 25 de agosto de 2015 - Enrique Iglesias, Pitbull, Prince Royce, J Balvin, Juan Magan y Joey Montana, 21 de noviembre de 2015 - Coldplay - "A Head Full of Dreams Tour", 5 de abril de 2016 - Maná - "Cama incendiada tour", 20 de abril de 2016 - Alejandro Sanz - "Sirope Tour", 27 de abril de 2016 - Limp Bizkit, Mago de Oz, The Rasmus, Rata Blanca, Vanilla Ice, Asking Alexandria, La Ley, - Vivo x el Rock VII, 28 de mayo de 2016 - Slipknot - "Slipknot en Latinoamérica", 18 de octubre de 2016 - Rubén Blades - "La Despedida", 22 de octubre de 2016 - Aerosmith - "Tour de Despedida", 24 de octubre de 2016 - Justin Bieber - "Purpose World Tour", 5 de abril de 2017 - Korn, Evanescence, Molotov, Duncan Dhu, Los Cafres, Gondwana, - Vivo x el Rock IX, 29 de abril de 2017 - Linkin Park - One More Light World Tour, 11 de mayo de 2017 - Ed Sheeran - "÷ Tour", 13 de mayo de 2017 - Incubus y Maroon 5 - "V Tour", 19 de septiembre de 2017 - Bruno Mars - "24K Magic World Tour", 30 de noviembre de 2017 - Depeche Mode - "Global Spirit Tour", 18 de marzo de 2018 - Radiohead , Flying Lotus, Junun, Mundaka - "Festival Soundhearts", 17 de abril de 2018 - Bon Jovi - "This House Is Not for Sale Tour", 2 de octubre de 2019 - Soda Stereo - "Gracias Totales Tour", 3 de marzo de 2020 - El Gran Combo, Sonora Ponceña, Grupo Niche, Alexander Abreu, Havana D'Primera - "Una Noche de Salsa 11", 2 de abril de 2022 - Coldplay - "Music of the Spheres World Tour", Camila Cabello (telonera) 13 y el 14 de septiembre de 2022 - Daddy Yankee - "La Última Vuelta World Tour", 18 y el 19 de octubre de 2022 - Bad Bunny - "World's Hottest Tour", 13 y el 14 de noviembre de 2022 - Harry Styles - "Love on Tour", 29 de noviembre de 2022 - Mike Bahía y Greeicy Rendón, 8 de diciembre de 2022 - Romeo Santos - Fórmula Volumen 3 La Gira, 10, 11, 12 y 14 de febrero de 2023 - Alejandro Sanz, 20 de abril de 2023 - Roger Waters - "This Is Not a Drill", 29 de octubre de 2023 - Luis Miguel - Tour 2023-2024, 24 y 25 de febrero de 2024 - Sam Smith - Gloria the Tour , 20 de marzo de 2024 - Libido - La Reunión, 6 de julio de 2024 - Niall Horan - "The Show: Live on Tour", 6 de octubre de 2024 - Morat - "Los Estadios Tour", 14 de octubre de 2024 - Aventura - Cerrando Ciclos Tour, 16 y 17 de octubre de 2024 - Paul McCartney - "Got Back Tour", 27 de octubre de 2024 - Shakira - "Las Mujeres Ya No Lloran World Tour", 17 de febrero, 15,16 y 18 de noviembre de 2025 - System of a Down - "Wake Up! Stadium Tour", 27 de abril de 2025 - Hombres G - "Gracias, Perú Tour", 30 de abril de 2025 - Chayanne -"Bailemos Otra Vez Tour", 17 de julio de 2025 - Guns N' Roses - "World Tour 2025"-, 5 de noviembre de 2025 - My Chemical Romance - "Long Live The Black Parade Tour"-, 25 de enero de 2026 - Bad Bunny - "Debí Tirar Más Fotos World Tour", 30 y 31 de enero de 2026 |